# Дионисий Витлеемски
Дионисий (на гръцки: Διονύσιος) е български духовник, епископ  на Йерусалимската патриаршия.

## Биография
Роден е в Ямбол и е от български произход. На 16 май 1832 година е ръкоположен за архиепископ на Филаделфийската епархия на Йерусалимската патриаршия. На 14 октомври 1839 година е избран за назаретски митрополит. На 19 април 1841 година е избран за витлеемски митрополит. По време на управлението си във Витлеемската епархия се сблъсква с много претенции на католиците. На 9 април 1857 година подава оставка поради внезапно и тежко заболяване. Умира в 1857 година.